# Карачаров, Александр Иванович
Алекса́ндр Ива́нович Карача́ров (ноябрь 1893, д. Инютино (Нижегородская область) Нижегородского уезда Нижегородской губернии — 22.07.1970, Горький) — сотрудник НКВД, депутат Верховного Совета СССР I созыва. Входил в состав особой тройки НКВД СССР.

## Биография
Родился в ноябре 1893 года в деревне Инютино Нижегородского уезда Нижегородской губернии. Национальность — русский. Член РСДРП(б) c ноября 1917 года.
В 1914—1918 годах на русском флоте, в Красной Гвардии (Финляндия). В 1918 году член Исполкома Абовского совета (Финляндия). В 1918—1919 годах в РККФ. В 1919—1923 годах в Нижегородском уездном продовольственном комитете, военком Симбилейской волости.
С 1923 года сотрудник органов ВЧК, заместитель председателя Нижегородской уездной комиссии по борьбе с бандитизмом, секретарь Президиума Исполкома Нижегородского уездного совета. В 1923—1928 годах уполномоченный Нижегородского губотдела ГПУ по Сормову, Павловскому уезду, начальник Секретного отдела Нижегородского губотдела ГПУ.
В 1928—1931 годах начальник Секретного отдела, помощник начальника Секретно-оперативного управления Башкирского облотдела ГПУ. В 1931—1934 гг. помощник начальника Секретно-оперативного управления Полномочного представительства ОГПУ по Ивановской Промышленной области, начальник Кинешемского райотдела НКВД (Ивановская Промышленная область).
В 1934—1937 годах начальник Марийского облотдела ГПУ, начальник Управления НКВД по Марийской автономной области. С 25.12.1935 — старший лейтенант государственной безопасности. С 30.07.1937 по 17.01.1939 нарком внутренних дел Марийской АССР. Этот период отмечен вхождением в состав особой тройки, созданной по приказу НКВД СССР от 30.07.1937 № 00447 и активным участием в сталинских репрессиях.

## Завершающий этап
Арестован в январе 1939 года. Осуждён 31.05.1939. Орган, вынесший решение — ВКВС СССР. Приговорён к 20 годам лишения свободы.
Освобождён 12 апреля 1956 года из Воркутинского ИТЛ по определению Верховного суда Коми АССР. Не реабилитирован.
Умер 22 июля 1970 года в Горьком. Похоронен на Бугровском кладбище.

## Звания
- старший лейтенант государственной безопасности (25.12.1935)

## Награды
- орден «Знак Почёта» (19.12.1937)